# Северная (шахта, Торецкуголь)
Государственное предприятие «Шахта „Северная“» (укр. Північна) (ранее — им. Ворошилова), входит в производственное объединение «Торецкуголь».

## История
Историческая шахта. Вступила в строй в 1901 году.
Ранее носила имя Ворошилова.

## Экономические показатели и технические характеристики
Горизонты:
- вентиляционный 1050 м,
- откаточный 1160 м,
- подготовительный 1270 м.

Шахта является самой глубокой, опасной и жаркой (из 7 смертельных случаев по объединению 4 приходится на Северную).
| Показатель                            | Показатель                            | Год   | Год     | Год           |
| Показатель                            | Показатель                            | 1990  | 1999    | 2003          |
| ------------------------------------- | ------------------------------------- | ----- | ------- | ------------- |
| Фактическая добыча угля               | тонн/сутки                            | 1 512 | ▼ 581   |               |
| Фактическая добыча угля               | тонн за год                           |       |         | 228 тыс. тонн |
| Максимальная глубина, м               | Максимальная глубина, м               |       | 1 160   |               |
| Протяженность подземных выработок, км | Протяженность подземных выработок, км | 51,3  | ▼ 26,03 |               |
| Разрабатываемые пласты                | Разрабатываемые пласты                |       | 5*      |               |
| Очистные забои                        | Очистные забои                        | 11    | ▼ 6     |               |
| Подготовительные забои                | Подготовительные забои                | 26    | ▼ 17    |               |
| Количество работающих                 | Количество работающих                 | 2 957 | ▼ 1 926 |               |
| в том числе подземных                 | в том числе подземных                 | 2 143 | ▼ 1 297 |               |

### 1999 год
На 1999 год разрабатывалось 5 пластов мощностью 0,69—1,22 метра, углы падения 50—55°. Среди этих пластов 2 опасные по внезапным выбросам, 2 — склонны к самовозгоранию; все пласты опасные по взрывам угольной пыли.

### 2012 год
6 февраля, в 22:52, на шахте Северная госпредприятия Дзержинскуголь на горизонте 1160 м произошел взрыв газовоздушной смеси. В результате взрыва пострадали 10 горняков, в том числе один горняк умер во время транспортировки в больницу. Спустя несколько дней от многочисленных ожогов умерли ещё 4 горняка в Донецком ожоговом центре Института неотложной и восстановительной хирургии.

## Адрес
85281, Украина, Донецкой области, г. Торецк, пгт. Пивничное, ул. Ленина, 1.